# جوني كارول
جوني كارول (بالإنجليزية: Johnny Carroll)‏ (11 مايو 1923 بليمريك في جمهورية أيرلندا - ) هو لاعب كرة قدم أيرلندي في مركز الهجوم. لعب مع نادي يميريك ووست هام يونايتد ونادي كوربي تاون.